# Chimprom (Nowotscheboksarsk)
Chimprom (russisch Химпром) ist ein russisches Chemieunternehmen in Nowotscheboksarsk.
Das Unternehmen gehört zum Renova-Konzern von Wiktor Felixowitsch Wekselberg. Es wird an der russischen Börse MICEX gehandelt. Im Jahr 2018 hat das Unternehmen nach eigenen Angaben etwa 3700 Mitarbeiter.

## Produktpalette
Zur Produktpalette von Chimprom gehören verschiedene, national und international gehandelte Chemikalien, darunter Chlorkohlenwasserstoffe, Phosphorsäureester und siliciumorganische Verbindungen. Weiterhin werden Haushaltswaren, Herbizide und Insektizide, Polyester und Polyurethanschäume hergestellt. Weitere Grundstoffchemikalien runden die Produktpalette ab. Die belieferten Industrien befinden sich in der chemischen Industrie, Öl- und Gasproduktion, Papiergrundstoff- und Papierindustrie, Holzverarbeitung, Medizinprodukteindustrie, pharmazeutischen Industrie, Elektrotechnik, Metallherstellung, Bau und weiteren Industriezweigen.
Zu Sowjetzeiten produzierte die 1960 gegründete Chimprom auch Nervengase aus der Gruppe der Organophosphate.